# Belo Jardim Futebol Clube
O Belo Jardim Futebol Clube é um clube de futebol brasileiro sediado em Belo Jardim, no estado do Pernambuco. As cores do clube são verde e branco.

## História
O clube foi fundado no dia 18 de janeiro de 2005 por José Mendonça Bezerra.
Em 2006 o Calango veio mais preparado para o campeonato, e na 1ª fase foi líder ficando na frente do seu rival, o Pesqueira, que ficou em 2º com 14 pontos, na segunda fase ficou em segundo lugar, e também ficou em segundo lugar na terceira fase. Na última fase o calango ficou em 3º lugar e só garantiu a sua vaga para a Série A1 2007 porque o Estudantes desistiu de disputar o campeonato na série A1 2007 e a vaga ia para o 3º melhor da segunda divisão de 2006 que foi o Belo Jardim.[carece de fontes?]
Em 2013 fez uma bela campanha e conseguiu o 3º lugar no primeiro turno da Série A1. Mas, no mesmo ano, foi rebaixado para a segunda divisão.
No dia 15 de novembro de 2015, o calango enfrentou o Barreiros no estádio Mendonção. O placar do jogo foi 3 a 3. Raniel marcou o gol do acesso, aos 50 minutos do segundo tempo.
Já classificado para a primeira divisão em 2016, o Belo jardim foi até a cidade de Vitória de Santo Antão, enfrentar o time da casa numa partida que valia o título do campeonato. O placar foi 1 a 0, gol de Eduardo Erê. Consagrando o Calango do Agreste campeão da segunda divisão do Pernambucano, o primeiro título de sua história.
Em 2018 o clube terminou o Campeonato Pernambucano na última colocação, entre empates e derrotas, o Belo Jardim foi rebaixado para a Série A2 2019 juntamente com o seu maior rival, o Pesqueira.
Após muito tempo sem jogar, o Belo Jardim voltou a disputar a Série A2 do Campeonato Pernambucano em 2022, na primeira fase do grupo B, conseguiu a classificação em terceiro lugar, num grupo que tinha seis clubes, e quatro passavam de fase. Na estreia perdeu fora de casa para o Central por 1 a 0, na segunda rodada venceu o Chã Grande em casa por 3 a 0, depois empatou fora de casa com o Ypiranga de Santa Cruz do Capibaribe em 0 a 0, logo após perdeu para o Porto de 2 a 0 e na última rodada se classificou com um empate em casa por 0 a 0 com o Maguary de Bonito, ficando com 5 pontos. Na segunda fase, estreou com goleada de 5 a 0 sobre o 1º de Maio de Petrolina, depois perdeu fora de casa para o Vera Cruz, mas na última rodada, precisando vencer, conseguiu a vitória contra o Atlético Pernambucano por 2 a 0, ficando em segundo lugar no grupo H que tinha quatro clubes, mas só passavam de fase dois. Na fase decisiva, o Belo Jardim goleou fora de casa o Ferroviário do Cabo por 5 a 0, depois empatou em casa por 0 a 0 contra o Maguary e na última rodada do grupo J, o time perdeu de virada para o Petrolina por 3 a 1. Na teoria não teria direito ao acesso à elite principal do futebol pernambucano, porém o Petrolina foi julgado pelo TJD-PE e perdeu os pontos da partida que empatou com o Maguary, porque a justiça considerou que houve escalação irregular de um atleta, com isso, o Belo Jardim se garantiu na disputa do Campeonato Pernambucano Série A1 2023.
Na semifinal, na disputa em jogo único, o Belo Jardim conseguiu outro triunfo, na cidade de Caruaru, empatou com o Porto no tempo normal, e venceu por 3 a 1 nos pênaltis, avançando para a final do campeonato, jogando outra vez com um time de Caruaru, e novamente fora de casa em partida única, dessa vez, perdeu por 1 a 0, mas se tornou vice-campeão, foi uma campanha satisfatória.
Em 2023 foi rebaixado no Campeonato Pernambucano. No mesmo ano desistiu da disputa da Série A2.

## Títulos
| ESTADUAIS | ESTADUAIS                            | ESTADUAIS | ESTADUAIS  |
|           | Competição                           | Títulos   | Temporadas |
| --------- | ------------------------------------ | --------- | ---------- |
|           | Campeonato Pernambucano - 2ª Divisão | 1         | 2015       |